# 複文 (中国語)
複文（ふくぶん）とは、中国語の文法用語で、2つかそれ以上の単文を一定の意味関係により組み合わせたものである。

## 複文の二大グループ
複文は、前半と後半の分句の意味関係によって、いろいろな種類があるが、大きく「連合複文」と「主従複文」に分けられる。前後2つの分句がそれぞれ個別に関連のある事柄を説明し、分句の関係が平等、並列である複文を「連合複文」という。これに対し、前後の2つの分句が平等、並列の関係ではなく、主要な部分と副次的な部分という関係である複文を「主従複文」という。

## 「連合複文」
分句の関係が平等、並列な関係にある「連合複文」は、内部の関係により、「並列複文」、「対立複文」、「連続複文」、「選択複文」、「累進複文」、「分合複文」6種類に分けられる。

### 「並列複文」
「並列複文」は、「連合複文」の一種で、各分句はそれぞれいくつかの出来事、いくつかの状況、あるいは同一のことをいくつかの方面から説明したり、描写したりする。多くは“也”、“又”などの副詞や接続詞を後半の分句に用いたり、“一边・・一边・・”などの形を用いて前半の分句と後半の分句とを呼応させる。以下の例がある。
- 她會滑冰，也會滑雪。（彼女はスケートもできるし、スキーもできる。）[5]
- 我想去又不想去，有點兒決定不下來。（私は行きたくもあり行きたくもなく、ちょっと決めかねている。）。）[5]
- 她們一邊喝茶，一邊聊聊天兒。（彼女らはお茶を飲みながらおしゃべりしている。）[6]

### 「対立複文」
前後の分句は必ずどちらかに否定語を用いて、対立する内容を挙げ、正反対の分句を並べる「連合複文」である。“是・・,不是・・”などの形を用いて前半の分句と後半の分句とを呼応させる。以下の例がある。
- 我是一個人去的，不是跟她一起去的。（私は一人で行ったのであって、彼女と一緒に行ったのではありません。）[6]

### 「連続複文」
時間の順序どおりに連続して行われたことを表す「連合複文」である。関連語句を用いずに、分句の配列順序によって、ことの前後関係を表すことができるが、後半の分句に"就"、"便"、"再"、"又"などの関連語句を使って、前後の順序をさらにはっきりとさせることもある。
- 他吃了晩飯，就出去了。（彼は夕食が済むと、すぐに出かけて行った。）[11]
- 聽了我的話，她便高興得跳了起來。（私の話を聞くと、彼女は飛び上がらんばかりに喜んだ。）[11]
- 調查淸楚情况，再研究解決辦法。（状況を調べてはっきりさせたうえで、解決法を研究する。）[11]
- 他又學漢語，又學法語。（彼は中国語も勉強しているし、フランス語も勉強している。）[12]

### 「選択複文」
いくつかの選択肢を出して、その中から1つを選ぶことを要求し、あるいは、その中の1つを提案、説明することを表す「連合複文」である。選択関係は2つ、あるいは2つ以上の中から自由に1つを選ぶものと、2つのうちどちらか一方を選ぶしかないものとに分けられる。接続語は"或者"、"或是"などが単独で用いられる場合と、呼応して用いられる場合とがある。"与其・・不如・・"、"寧可・・也要・・"のように一方を選び一方を捨てることを表すものも、選択関係の一種と見做すことができる。
- 或者你去，或者他去，總得去一個人。（きみが行くか、彼が行くか、いずれにしても1人は行かなくてはならない。）[15]
- 或是考大学，或是找工作，你要早做決定。（大学を受験するか、就職をするか、あなたは早く決めなければなりません。）[15]
- 今天下午，你是去打乒乓球，還是去游泳？（今日の午後、あなたは卓球をしに行くのですか、それとも泳ぎに行くのですか。）[15]
- 他毎天晩上不是看電視，就是打麻將。（彼は毎晩テレビを見るか、麻雀をするのかのどちらかだ。）[16]
- 與其在家躺著，還不如去看電影。（家でごろごろしているくらいなら、映画でも見に行ったほうがましだ。）[17]
- 寧可開夜車，也要寫完作業。（たとえ徹夜してでも、宿題を仕上げなければならない。）[18]

### 「累進複文」
後の分句が、前の分句より意味上、さらに詳しく説明する、あるいは付け加えて説明する「連合複文」である。すなわち、ある動作・行為や出来事にもう一つ、あるいはそれ以上の動作・行為や出来事が加わることを表すもので、それらの要素の間には時間的、空間的、あるいは論理的に前後の順序があって、自由にこの順序を変えることができない。
- 他會講英語，而且講得很好。（かれは英語が話せる、しかも話すのが上手だ。）[21]
- 這家飯館的菜不單種類多，而且都很好吃。（この店の料理は種類が豊富なだけでなしに、どれもみなおいしい。）[22]

### 「分合複文」
部分について述べる2つ以上の分句と、総合して述べる分句からなる3つ以上の文句から成る「連合複文」である。第1分句あるいは最後の分句に総合して述べ、その他2つ以上の分句は、個々の部分について述べる。

## 「主従複文」
分句の関係が平等、並列な関係になく、主要な部分と副次的な部分という関係にある複文を「主従複文」という。主従の関係には、仮定と結果の関係（「仮定複文」）、条件と結果の関係（「条件複文」）、原因と結果の関係（「因果複文」）などがある。主要な部分を「主節」といい一般に後半の分句となり、副次的な部分を「従節」といい、一般に前半の分句になる。

### 「仮定複文」
「仮定複文」は、仮定と結果の関係を示す「主従複文」であり、前半の分句は従節であり、仮定を提起し、後半の分句は主節であり、前半で提起された仮定により推定される結果を述べる。仮定を表す接続詞としては、"要是"、"如果"、"假如"などがある。
- 要是你想参加，我可以當介紹人。（もしあなたが参加したいならば、私は紹介者になってあげてもいい。）[26]

### 「条件複文」
「条件複文」は、条件と結果の関係を示す「主従複文」であり、前半の分句は従節であり、条件を提起し、後半の分句は主節でありその条件により推測される結果を述べる。この「条件複文」は、3種類に分けられる。
<1>唯一条件（ある結果を実現するために欠くことのできない唯一の条件を提示する）
- 只有努力學習，纔能作好工作。（懸命に学んで、初めて仕事を立派に成し遂げることができる。）[28]
- 只有多練習，才會有進步。（たくさん練習しない限り、上達はありえない。）[28]

<2>必要条件（ある条件が満たされさえすれば、結果は容易に実現することをいう）
- 只要打個電話，汽車立刻就到。（電話をかけさえすれば、車はすぐに来ます。）[29]
- 只要有空，她就去圖書館看書。（暇さえあれば、彼女は図書館に行って本を読む。）[29]

<3>無条件（提示した選択肢のいずれの場合においても、結果・結論にかわりはないことをいう。）
- 不管他來不來，我們都要走了。（彼が来ても来なくても、私たちは出発しなければならない。）[30]
- 不管你怎麼説，他都聽不進去。（君が何と言おうと彼は聞き入れようとしない。）[30]
- 無論何種困難，都不能阻止我們前進。（いかなる困難も、われわれの前進を阻むことはできない。）[31]

### 「因果複文」
「因果複文」は、原因と結果の関係を示す「主従複文」であり、従節で原因をいい、主節で結果を述べる。ある原因、理由のもとに結果、原因がどうなるか、どうであるかを説明するものと、規定の事実や確実な根拠をふまえてその帰結を推論するものがある。
- 因爲有急事要辦，所以昨天未参加晩會。（急用ができたので、昨夜パーティーには出席しなかった。）
- 我們既然簽了合同，就得按期交貨。（われわれは契約してしまったからには、期限通りに納品しなければならない。）